# Conjunto generador de un grupo
En teoría de grupos, un conjunto generador de un grupo G es un subconjunto S de G tal que todo elemento de G puede ser expresado como el producto de un número finito de elementos de S y de sus inversos.
Más generalmente, si S ⊆ G, <S> es el mínimo subgrupo de G que contiene a S, llamado subgrupo generado por S; equivalentemente, <S> es el subgrupo de G conformado por todos los elementos que pueden ser expresados como el producto de un número finito de elementos de S y de sus inversos.
Si G = <S>, se dice que S genera a G, y los elementos de S se llaman generadores de G. Si S = ∅, entonces <S> es el grupo trivial {e} (lo cual concuerda con la primera definición del subgrupo generado), puesto que el resultado de un producto vacío se define como el elemento neutro.
Si S = {x}, <S> es el subgrupo conformado por las potencias de x, el cual es un grupo cíclico (más precisamente, un subgrupo cíclico de G), usualmente denotado por <x>; se dice que este grupo es generado por x. Decir que x genera el grupo G es equivalente a decir que <x> = G, caso en el cual G mismo sería un grupo cíclico; si G tiene tamaño finito, cualquiera de esas dos condiciones es equivalente a que x tenga orden |G|.

## Grupos finitamente generados
Si el conjunto S es finito, un grupo G = <S> se dice finitamente generado. La estructura de los grupos abelianos finitamente generados es particularmente fácil de describir. Muchos de los teoremas que son ciertos para grupos finitamente generados fallan en general para los otros grupos.
Todo grupo finito es finitamente generado, pues G = <G>. Por el contrario, el grupo Z de enteros bajo la adición es un ejemplo de un grupo infinito que es finitamente generado, bien sea por <1>, bien sea por <−1> (con lo cual es también cíclico). El grupo Q de números racionales bajo la adición tiene la misma cardinalidad de Z, pero no puede ser finitamente generado. Ningún grupo incontable (esto es, de cardinalidad estrictamente mayor que la de Z) puede ser finitamente generado.
Un mismo grupo puede tener varios conjuntos generadores diferentes. Por ejemplo, si p y q son enteros primos entre sí, entonces <{p, q}> genera también a Z.
Todo grupo cociente de un grupo finitamente generado es, a su vez, finitamente generado; en cambio, un subgrupo de un grupo finitamente generado puede no serlo. Por ejemplo, si G es el grupo libre en dos generadores, x e y, es claro que G es finitamente generado; sin embargo, si S es el conjunto conformado por todos los elementos de la forma ynxy−n, donde n es un número natural, es claro que <S> es isomorfo al grupo libre en contables generadores, con lo cual no puede ser finitamente generado. Para grupos abelianos, sin embargo, vale que todo subgrupo de un grupo finitamente generado es también finitamente generado.

## Grupos libres
El grupo más general posible generado por un conjunto S es el grupo libremente generado por S. Todo grupo generado por S es isomorfo a un grupo cociente de aquel.

## Subgrupo de Frattini
Un interesante tema relacionado es el de no-generadores. Un elemento x de G es un no-generador de G si para todo subconjunto S de G que genere a G, con x ∈ S, se cumple que S − {x} también genera a G. El único no-generador del grupo Z es el 0. El conjunto de todos los no-generadores de un grupo forma un subgrupo de éste, llamado subgrupo de Frattini.